# Look at Yourself
Look at Yourself – trzeci album brytyjskiej rockowej grupy Uriah Heep, wydany w lipcu 1971 nakładem Mercury Records. Muzyka zawarta na nim to klasyczny hard rock, z dodatkiem elementów muzyki progresywnej. Najbardziej znanymi utworami z tej płyty są „July Morning” i „Look at Yourself”.

## O albumie
Nagrania odbyły się w lipcu 1971 roku w londyńskim Lansdowne Studios. W porównaniu z Very 'eavy... Very 'umble i Salisbury (album) album jest utrzymany w jednorodnym stylu – organowo-gitarowym hard rocku z domieszką muzyki progresywnej. Wpływ na znalezienie muzycznej ścieżki miała trasa koncertowa po Stanach Zjednoczonych:

Osiągnęliśmy sukces w stabilizacji naszego muzycznego kierunku, i możliwość nagrania bardziej przekształciła się w ekscytującą sesję nagraniową. (We have succeeded in establishing our musical direction now, and the proposition of recording was mor clearly defined resulting in some very exiting sessions)

Najbardziej rozpoznawalnymi utworami zawartymi na Look at Yourself są „July Morning” i utwór tytułowy. Pierwszy z nich jest ponad 10-minutową kompozycją o zabarwieniu progresywnym, odpowiedzią na nagrany rok wcześniej „Child in Time” Deep Purple, w końcówce zawierając minisolo Manfreda Manna. Utwór powstał z połączenia początkowo oddzielnych fragmentów (riffu gitarowego, zwrotki i środkowej części refrenu). Pomysłodawcą wykorzystania tych trzech części w jednym utworze był Mick Box:

Więc dotarło do mnie, że te wszystkie trzy części są w tej samej skali i mogą do siebie pasować. (So it occurred to me that the three pieces were all in C minor and that they would all fit together. That's how it was born.)

July Morning to również ulubiony utwór Uriah Heep basisty Paula Newtona:

July Morning to prawdopodobnie najlepszy utwór nagrany przez zespół w jej historii, i każdy kompozytor mógłby być jedynie szczęśliwy dając tak niezwykle mocny numer. (July Morning is probably the best song the band have ever recorded and any songwriter could only be happy to have produced such a powerful number)

Utwór tytułowy jest utrzymanym w szybkim tempie, wzbogaconym o wyraziste brzmienie hammondów hard rockiem. W końcowej jego części pojawiają się na instrumentach perkusyjnych Teddy Osei, Mack Tontoh i Loughty Amao z Osibisa. „Look at Yourself” był również pierwszym światowym singlem w historii grupy.
Pierwsze wydanie (analogowe) charakteryzowało się specyficzną okładką, której pomysłodawcą był Mick Box. Posiadało ono lusterko, w którym fan widział swoje zniekształcone odbicie. Łączyło się to z tytułem albumu: spójrz w głąb siebie. We wkładce albumu pojawiły się zdjęcia każdego z członków zespołu prezentujące ich zniekształcone odbicia.
Album spotkał się z ciepłym przyjęciem za równo komercyjnym (49. miejsce na brytyjskich listach notowań i status Srebrnej Płyty) jak i krytyki:

Dobry, kreatywny heavy rock, z potężną produkcją Gerry'ego Brona (Fine, inventive heavy rock, with grand production from Gerry bron)

Cienką linię między dobrym zespołem a złym Uriah Heep przekracza po zwycięskiej stronie. Zapomnijcie o trendach – jeżeli lubicie dobrą muzykę spod znaku heavy, porządnie zagraną, idźcie i kupcie ten album. (The thin line between divides good heavy bands from the bad finds Uriah Heep on the winning side. So forget trendies – if you like good heavy music, well played, go and buy this album.)

## Lista utworów
| Nr | Tytuł utworu          | Autorzy             | Długość |
| -- | --------------------- | ------------------- | ------- |
| 1. | „Look at Yourself”    | Hensley             | 5:10    |
| 2. | „I Wanna Be Free”     | Hensley             | 4:01    |
| 3. | „July Morning”        | Byron/ Hensley      | 10:32   |
| 4. | „Tears in My Eyes”    | Hensley             | 5:01    |
| 5. | „Shadows of Grief”    | Byron/ Hensley      | 8:39    |
| 6. | „What Should Be Done” | Hensley             | 4:15    |
| 7. | „Love Machine”        | Box/ Byron/ Hensley | 3:37    |
|    |                       |                     | 41:15   |

Zremasteryzowana wersja albumu z 1996 roku, zawiera 2 bonusowe utwory:
1. Look at Yourself (Hensley) – 3:07
  - wersja skrócona, singlowa
2. What's Within My Heart (Hensley) – 5:23
  - utwór z sesji do Look at Yourself, po raz pierwszy ukazał się na The Lansdowne Tapes

Specjalna edycja de-luxe albumu z roku 2003 zawiera 7 utworów bonusowych:
1. What's Within My Heart (Hensley) – 5:23
  - ta sama wersja, co na reedycji z 1996 roku
2. Why (Box, Byron, Hensley, Newton) – 11:18
  - utwór z sesji do Look at Yourself, po raz pierwszy ukazał się na The Lansdowne Tapes
3. Look at Yourself (Hensley) – 3:19
  - wersja skrócona
4. Tears in My Eyes (Hensley) – 5:38
  - alternatywna wersja, początkowo niezrealizowana
5. What Should Be Done (Hensley) – 4:26
  - oryginalna wersja studyjna, po raz pierwszy ukazała się na The Lansdowne Tapes
6. Look at Yourself (Hensley) – 4:32
  - nagrany podczas sesji dla BBC, początkowo niezrealizowany
7. What Should Be Done (Hensley) – 4:26
  - nagrany podczas sesji dla BBC, początkowo niezrealizowany

## Twórcy

### Główni muzycy
- David Byron – śpiew
- Ken Hensley – pianino, organy, mellotron, gitara akustyczna, śpiew
- Mick Box – gitara prowadząca i akustyczna
- Paul Newton – bas
- Ian Clarke – perkusja

### Muzycy dodatkowi
- Teddy Osei, Mack Tontoh i Loughty Amao z Osibisa – instrumenty perkusyjne w „Look At Yourself”
- Manfred Mann – syntezator w „July Morning”

### Wydanie
- produkcja: Gerry Bron
- dizajn: Douglas Maxwell Ltd.
- fotografie: Tony Evans

Informacje odnośnie do wersji z 2003 roku:
- remastering – Robert M. Corich i Mike Brown, styczeń 2003
- odzyskanie materiału bonusowego (utwory 8–12)/ miksy – Robert M. Corich i Ian Herron w Terrapin Nest i Studio 125 dla Red Steel Music, 1994/95 i 2002
- nagranie utworów z sesji dla BBC: Mike Harding, 20 października 1971
- dodatkowe fotografie, komentarze muzyków i fragmenty recenzji – archiwa UHAS
- dizajn – Rachel Gutek